# Sudžov
Sudžov (kitajsko: 苏州; pinjin: Sūzhōu; Suzhounese: Romanizacija kitajščine Wu sou¹ tseu¹ [səu˦ tsøʏ˦], mandarinščina: [sú.ʈʂóʊ]|prej romanizirano kot Soochow) je pomembno mesto na ravni prefekture v južni provinci Džjangsu na Kitajskem. Je del megalopolisa delte Jangce.
Sudžov, ustanovljen leta 514 pr. n. št., je pod dinastijo Vzhodni Han hitro rasel, predvsem zaradi izseljevanja iz severne Kitajske. Od 10. stoletja naprej je pomembno gospodarsko, kulturno in trgovsko središče, pa tudi največje ne glavno mesto na svetu, dokler ga ni prehitel Šanghaj. Od začetka gospodarskih reform leta 1978 je Sudžov v 35 letih dosegel stopnjo rasti BDP približno 14 %. Leta 2023 je imel 5 milijonov registriranih prebivalcev. Po znanstvenih dosežkih je uvrščen na 42. mesto po lestvici Nature Index 2024. V mestu so univerze, vključno z Univerzo Soočov, Univerzo za znanost in tehnologijo Sudžov, Univerzo Šjan Džjaotong–Liverpool in Tehnološkim inštitutom Čangšu.
Med turističnimi znamenitostmi mesta so kanali, kamniti mostovi, pagode in vrtovi. Skupaj z mestom Hangdžov ga včasih opisujejo kot raj na zemlji. Klasični vrtovi Sudžov so bili leta 1997 in 2000 dodani na seznam svetovne dediščine UNESCO.

## Imena
Med dinastijo Džov je naselje, znano kot Gusu po bližnji gori Gusu (kitajsko: 姑苏山; pinjin: Gūsūshān), postalo glavno mesto države Vu. Zaradi te vloge se je mesto začelo imenovati tudi Vu. Leta 514 pr. n. št. je kralj Helü iz Vuja ustanovil novo prestolnico v bližini, mesto Helü, ki je zraslo v sodobno mesto. V obdobju vojskujočih se držav je mesto Helü še naprej služilo kot lokalni sedež vlade. Zaradi območij, ki jih je upravljalo, je postalo znano kot Vušjan (dobesedno 'okrožje Vu') in Vudžun ('komanda Vu'). Pod dinastijo Čin je bilo znano kot Kuaidži po svoji močno povečani komandi, ki je bila poimenovana po domnevnem počivališču Ju Velikega blizu sodobnega Šaošinga v Džedžjangu.
Ime Sudžov se je za mesto prvič uradno uporabilo leta 589 n. št. v času dinastije Sui. Su (蘇 ali 苏) v njegovem imenu je okrajšava starega imena Gusu. V starem jeziku Jue se nanaša na »zadovoljen kraj«. Džov 州 je prvotno pomenil nekaj takega kot provinca ali okrožje (prim. Guidžov), vendar se je pogosto uporabljal metonimno za glavno mesto takšne regije (prim. Guangdžov, Hangdžov itd.). Sudžov je črkovanje imena v jeziku Hanju pinjin, ki se nanaša na izgovorjavo imena Putonghua. Pred sprejetjem pinjina se je ime različno romaniziralo kot Soo-chow, Suchow ali Su-chow.

## Zgodovina
Sudžov, zibelka kulture Vu, je eno najstarejših mest v porečju Jangce. V spomladanskem in jesenskem obdobju dinastije Džov so na območju, ki bo kasneje postalo sodobno mesto Sudžov, živela lokalna plemena Baijue, imenovana Gou Vu. Ta plemena so ustanovila vasi na robovih hribov nad mokrišči, ki obdajajo jezero Tai.
Sima Čjanovi Zapisi velikega zgodovinarja beležijo tradicionalna poročila, da je vladar dinastije Džov Taibo v 11. stoletju pred našim štetjem ustanovil državo Vu v bližnjem Vušiju, civiliziral lokalno prebivalstvo ter izboljšal njihovo kmetijstvo in obvladal namakanje. Dvor Vu se je kasneje preselil v Gusu na območju sodobnega Sudžova. Leta 514 pr. n. št. je kralj Helü iz dinastije Vu preselil svoj dvor v bližino in naselje poimenoval mesto Helü po sebi. Njegov minister Vu Zišu je bil tesno vpleten v načrtovanje in prav s tega mesta je zrasel današnji Sudžov. Višina njegovega stolpa na hribu Gusu (Gusutai) je postala del kitajske legende. Leta 496 pr. n. št. je bil kralj Helü pokopan na Tigrovem hribu. Leta 473 pr. n. št. je bila Vu poražena in priključena kraljestvu Jue na njegovem jugovzhodu; Jue je nato priključilo Ču leta 306 pr. n. št. Ostanki starodavnega kraljestva vključujejo dele njegovega 2500 let starega mestnega obzidja in vrata skozi njega pri vratih Pan.
Mesto je bilo prvotno razporejeno v skladu s simbolično mrežo devetih kvadratov tri krat tri, pri čemer je kraljeva palača zasedala osrednji položaj.
V obdobju vojskujočih se držav je bil Sudžov sedež okrožja Vu (吳縣, Wú xiàn) in komanderije (吳郡, Wú jùn). Po osvojitvi območja s strani cesarstva Čin leta 222 pr. n. št. je postal glavno mesto komanderije Kuaiji, vključno z ozemlji, ki so se raztezala od južnega brega Jangceja do neosvojene notranjosti Minjue v južnem Džedžjangu. Sredi propada dinastije Čin je guverner Kuaijija Jin Tong poskušal organizirati lasten upor, a sta ga izdala in usmrtila Šjang Liang in njegov nečak Šjang Ju, ki sta iz mesta sprožila lasten upor.
Ko je bil Veliki prekop dokončan, se je SuDžov znašel na strateško pomembni trgovski poti. Bil je regionalna metropola industrije in zunanje trgovine na jugovzhodni obali Kitajske. Med dinastijo Tang je veliki pesnik Bai Džuji zgradil prekop Šantang (bolj znan kot 'ulica Šantang'), da bi mesto povezal s Tigrovim hribom za turiste. Leta 1035 je slavni pesnik in pisatelj Fan Džongjan v Sudžovu ustanovil konfucijanski tempelj. Postal je prizorišče cesarskih civilnih izpitov, nato pa se je v desetletju po letu 1910 razvil v sodobno srednjo šolo.
Po februarju 1130 so v Sudžovu izbruhnili nemiri in nemiri.
Po letu 1229 je Sudžov postal trgovsko središče. Leta 1356 je postal prestolnica Džang Šičenga, kralja dinastije Vu. Leta 1367 je Džangov tekmec Džu Juandžang po 10-mesečnem obleganju zavzel mesto. Džu – ki se je kmalu razglasil za prvega cesarja dinastije Ming – je porušil staro mestno obzidje v središču obzidanega mesta Sudžov in naložil hude davke mestu in vplivnim družinam v prefekturi. Kljub visokim davkom in prisilnemu izgnanstvu nekaterih pomembnih meščanov na jugu je mesto kmalu spet uspevalo. V zgodnjem obdobju dinastije Ming je prefektura Sudžov nadzorovala plitvine Jangce, ki so kasneje postale otok Čongming v Šanghaju. Stoletja je mesto z okolico kot gospodarsko bazo predstavljalo izjemen vir davčnih prihodkov.
Ko je imel brodolomni korejski uradnik Čoe Bu na poti domov leta 1488 priložnost videti velik del vzhodne Kitajske od Džedžjanga do Ljaoninga, je v svojem potovalnem poročilu opisal Sudžov kot mesto, ki je preseglo vsa druga mesta. Pod dinastijo Ming je bil Sudžov uspešno središče območja Nandžili, ki ga je nadzorovala sekundarna prestolnica Nanking; učenjaki-uradniki so v tem obdobju zgradili najbolj znane zasebne vrtove na tem območju v stilu Džjangnan, ki ga je takrat posnemala šanghajska prestolnica Ju in kasneje deli poletne palače cesarice vdove Ciši.
Ko so leta 1644 in 1645 območje zasedli Čingi, je bilo reorganizirano v provinco Džjangnan, katere 'desni' guverner je nadzoroval njene vzhodne prefekture iz Sudžova do delitve Džjangnana na ločeni provinci Džjangsu in Anhui v nekem trenutku med vladavino cesarja Čjanlonga. Tajpingi so mesto zavzeli leta 1860. Številne nekdanje stavbe in vrtovi so bili »skoraj ... kup ruševin«, ko jih je novembra 1863 obnovila Charles Gordonova vedno zmagovita armada. Kljub temu se je do leta 1880 število prebivalcev po ocenah povečalo na približno 500.000, kar je ostalo stabilno naslednjih nekaj desetletij. Konec 19. stoletja je bilo mesto še posebej znano po široki ponudbi svile in založniški industriji v kitajskem jeziku. Mesto je bilo prvič odprto za neposredno tujo trgovino s pogodbo iz Šimonosekija, ki je končala prvo kitajsko-japonsko vojno, in s klavzulami o največjih ugodnostih iz prejšnjih neenakopravnih pogodb z velikimi silami. Novi izseljenci so leta 1900 odprli evropsko-kitajsko šolo, železniška postaja Sudžov, ki jo je povezovala s Šanghajem, pa se je odprla 16. julija 1906. Tik pred prvo svetovno vojno je delovalo 7000 statev svile, pa tudi predilnica bombaža in velika trgovina z rižem.
Še v začetku 20. stoletja je velik del mesta sestavljali otoki, ki so jih reke, potoki in kanali povezovali z okoliškim podeželjem. Pred rušenjem je mestno obzidje obsegalo približno 16 km dolg krog, zunaj pa so ležala štiri velika predmestja. Japonci so leta 1937 napadli mesto in do konca vojne so bili številni vrtovi ponovno opustošeni. V zgodnjih 1950-ih so obnovili Vrt skromnega upravitelja in Vrt Liu.

## Upravna delitev
Sudžv je mesto na ravni prefekture v provinci Džjangsu, upravno razdeljeno na šest mestnih okrožij in štiri mesta na ravni okrožja. Mestno jedro, okrožje Gusu, je zgodovinsko znano kot staro mesto in ohranja ikonične kanale, klasične vrtove in kulturno dediščino. Gusu, ustanovljen leta 2016 z združitvijo treh nekdanjih okrožij (Canglang, Pingdžjang in Džinčang), ostaja politično in kulturno srce mesta.
Vzhodno od Gusuja leži industrijski park Sudžov, nacionalno določena gospodarska cona, ustanovljena leta 1994 s prelomnim kitajsko-singapurskim partnerstvom. Na zahodu visokotehnološko okrožje Sudžov služi kot središče za tehnologijo in inovacije, ustanovljeno leta 1992.
Upravna struktura mesta se je v 21. stoletju znatno razširila: leta 2000 je bilo nekdanje okrožje Vu ukinjeno in razdeljeno na okrožje Šjangčeng (sever) in okrožje Vudžong (jug). Leta 2012 je bilo mesto Vudžjang, nekdanje mesto na ravni okrožja, vključeno v okrožje Vudžjang, s čimer se je okrepilo upravljanje Sudžova nad vzhodnimi obalami jezera Taihu.
Gospodarsko blaginjo Sudžova krepi integrirana mreža mest na ravni okrožja, ki delujejo s precejšnjo avtonomijo pod upravo na ravni prefekture. Mednje spadajo: Kunšan: Svetovna proizvodna velesila in dom prvega kitajskega gospodarstva na ravni okrožja, ki je preseglo 500 milijard RMB BDP (2022). Taicang: Pomembno pristanišče in središče za več kot 500 industrijskih panog z nemškimi naložbami. Čangšu: Znan po tekstilu, strojih in je na Unescovem seznamu svetovne dediščine (gora Jušan). Džangdžjagang: Vodilno ekološko mesto in rečno pristanišče na reki Jangce.
Okrožja in mesta na ravni okrožij v Sudžovu skupaj tvorijo eno gospodarsko najbolj dinamičnih regij na Kitajskem, v kateri je več kot 16.000 visokotehnoloških podjetij (podatki iz leta 2023) in prispevajo k približno 20 % BDP province Džjangsu.

## Geografija
Sudžov (koordinate: 31°18′6.1″N 120°34′51.9″E) je mesto na ravni prefekture v jugovzhodni provinci Džjangsu na Kitajskem, ki leži v delti reke Jangce – eni gospodarsko najbolj dinamičnih regij na svetu. Mesto leži na ravnini jezera Tai, rodovitni aluvialni kotlini, ki jo na jugozahodu omejuje jezero Tai (Taihu), tretje največje sladkovodno jezero na Kitajskem (2578 km²), in reka Jangce na severu. Skupno pokriva površino 8657,32 kvadratnih kilometrov. Teren je pretežno nizek in raven, prečkajo ga številne reke in jezera. Večina površine jezera Tai (Taihu) leži znotraj meja Sudžova. Reke, jezera in blatne ravnice skupaj predstavljajo 36,6 % celotne površine mesta, kar utrjuje njegov sloves vodnega mesta Džjangnan (regija južno od reke Jangce, znana po svojih vodnih pokrajinah).

### Lega in povezljivost
Bližina večjih mest:
- Šanghaj: 100 km proti jugovzhodu (približno 30 minut s hitro železnico).
- Nanking: 200 km proti severozahodu (približno 1 ura s hitro železnico).

### Topografija
Sudžov ima nizek in raven teren, ravnice pa predstavljajo 53,7 % celotne površine. Mesto spada v dve naravnogeografski regiji prve ravni: ravnino delte reke Jangce in ravnino jezera Taihu, ki sta nadalje razdeljeni na štiri naravne cone druge ravni: območje obalne ravnine in peščenih nasipov reke Jangce, območje ravnine Suši, območje jezera Taihu in jezerskega gričevja ter nižinsko območje Jangčeng-Dianmao.
Za reliefne oblike so značilne blage ravnice. Teren Suzhouja je enakomerno nizek in se postopoma nagiba od zahoda proti vzhodu. Nadmorska višina ravnic se giblje med 3 in 4 metri, medtem ko se območja okoli jezera Jangčeng in Wujianga spustijo na približno 2 metra.
Nizke gore in hribi so raztreseni sporadično, običajno dosegajo višino od 100 do 350 metrov, skoncentrirani pa so v zahodnih gorskih regijah in na otokih jezera Taihu. Med pomembnejše vrhove spadajo: gora Čionglong (342 metrov, najvišja), gora Nanjang (338 metrov), Megleni vrh gore Zahodni Dongting (336 metrov), vrh Moli gore Vzhodni Dongting (293 metrov), gora Čidzi (294 metrov), gora Tianping (201 metrov), gora Lingjan (182 metrov), gora Jujang (171 metrov), gora Jušan (262 metrov), gora Tan (252 metrov).

### Hidrologija
Starodavno mesto Sudžov je znano po svoji zapleteni mreži rek, kanalov in gosto poseljenih jezer. Med pomembne vodne površine spadajo jezero Taihu (太湖) in jezero Caohu (漕湖) na zahodu; jezero Dianšan (淀山湖) in jezero Čenghu (澄湖) na vzhodu; jezero Kunčeng (昆承湖) na severu; ter jezero Jangčeng (阳澄湖), jezero Džindži (金鸡湖) in jezero Dušu (独墅湖) v osrednji regiji. Reka Jangce in Veliki prekop prečkata severno območje mesta. Voda iz jezera Taihu teče proti severu v reko Jangce in proti vzhodu skozi mokrišča Dianmao (淀泖地区) v reko Huangpu, medtem ko Veliki prekop vstopa na zahodu pri Cangtingu (望亭) in izstopa na jugu pri Šengceju (盛泽). V preteklosti so se Tri reke (三江) izlivale neposredno v morje, danes pa se njihove vode združujejo v reko Huangpu in tvorijo tri glavne hidrološke sisteme Sudžova. Sudžov, prepreden s številnimi vodnimi potmi, slovi kot »vodna prestolnica«, »vodno mesto« in »vodno mesto Džjangnan«, v knjigi Potovanja Marka Pola iz 13. stoletja pa so ga poimenovali »Benetke vzhoda«.

### Podnebje
Sudžov ima vlažno subtropsko podnebje s štirimi letnimi časi, vročimi, vlažnimi poletji in hladnimi, oblačnimi, vlažnimi zimami z občasnim sneženjem (Köppnova podnebna klasifikacija Cfa). Severozahodni vetrovi, ki pihajo iz Sibirije pozimi, lahko povzročijo, da temperature ponoči padejo pod ledišče, medtem ko lahko južni ali jugozahodni vetrovi poleti dvignejo temperature nad 35 °C. Najvišja temperatura, zabeležena od leta 1951 v okrožju Vudžong, je bila 41,0 °C 7. avgusta 2013, najnižja pa −9,8 °C 16. januarja 1958, čeprav je bila neuradna rekordno nizka temperatura −12 °C zabeležena 10. januarja 1933.

## Mestna krajina in okolje
- Vrt počitka
- Vrt za pare
- Čangmen ponoči
- Tempelj Šuanmiao
- Vrt skromnega upravitelja
- Vrt levjega gaja
- Vhod v vrt Joujicun
- Pagoda Beisi
- Pagoda Ruiguang

### Klasični vrtovi Suzhouja
Sudžov je znan po več kot 60 klasičnih vrtovih, ki so skupaj na Unescovem seznamu svetovne dediščine. Mesto ima največ Unescovih priznanih vrtov na svetu.
Vrt skromnega upravitelja in Vrt počitka sta med štirimi najbolj znanimi klasičnimi vrtovi na Kitajskem. Paviljon Canglang, Vrt levjega gaja, Vrt skromnega upravitelja in Vrt počitka, ki predstavljajo vrtne sloge tradicionalne arhitekture, se imenujejo štirje najbolj znani vrtovi v Sudžovu. Drugi vrtovi, vpisani na seznam svetovne dediščine so Vrt počitka para, Vrt gojenja in Vrt umika in razmisleka. V Sudžovu je tudi Vrt petih vrhov, ki datira iz dinastije Ming (1522–1566). Slikar iz dinastije Ming Ven Boren si je na tem mestu ustvaril dom. Prvotno ime je bilo Čiajin Šanfang, vrt pa je ob ulici Čangmin West.

### Templji
- Tempelj Hanšan
- Tempelj Šijuan
- Tempelj Šuanmiao
- Tempelj Ling Janšan
- Tempelj Čongjuan

### Kanali in zgodovinska okrožja
Odsek kanala Džjangnan v Sudžovu, Veliki prekop (Kitajska), vključuje deset mestnih vrat in več kot 20 kamnitih mostov tradicionalne zasnove in zgodovinskih območij, ki so dobro ohranjena, pa tudi templje in paviljone. Most Šinši je most, ki je bil zgrajen čez ta kanal. Tu je kar 24 vodnih poti.
Leta 2015 sta bila na seznam kitajskih nacionalnih zgodovinskih in kulturnih ulic dodana tako 800 let star zgodovinski blok ceste Pingdžjang (平江路) kot 1200 let staro slikovito območje ulice Šantang (山塘街).
Cesta Pingdžjang poteka vzporedno z reko Pingdžjang v dolžini 1,5 kilometra in je obdana z domovi in nekaj čajnicami. Ulica Šantang, ki je s svojimi 3,8 km več kot dvakrat daljša, je po besedah BBC-ja ohranjena kot ulica, ki ohranja »privlačne lastnosti stare ulice ob kanalu: pobeljene stavbe dopolnjujejo luči z rdečimi resicami, ki se nežno zibljejo v vetriču in tako prispevajo k čaru rečnega brega«.
Po vodnih poteh tega mesta, ki ga je Marco Polo zaradi prepletenih kanalov in kamnitih mostov poimenoval »Benetke vzhoda«, so na voljo izleti z ladjo. Veliki prekop (od Pekinga do province Džedžjang) je na Unescovem seznamu svetovne dediščine.

### Letovišča in naravni rezervati
Nacionalno turistično in počitniško območje Sudžov Taihu (苏州太湖国家旅游度假区) je v zahodnem delu mesta, 15 km od središča mesta.

### Nebotičniki
Vrata proti vzhodu so 301,8-metrski 74-nadstropni nebotičnik v osrednjem poslovnem okrožju Sudžova, zgrajen leta 2015 po ceni 700 milijonov ameriških dolarjev in je trenutno najvišja stavba v mestu.
Suzhou IFS so 450 metrov visoka stavba s 95 nadstropji v bližini stavbe Vrata proti vzhodu. Stolp si lahko ogleda s Hučjuja, ki je posebna turistična atrakcija v Sudžovu.

### Vrata Pan
Vrata Pan so na jugozahodnem vogalu Glavnega kanala ali obkrožajočega kanala. Prvotno so bila zgrajena v obdobju vojskujočih se držav v zvezni državi Vu, zgodovinarji pa ocenjujejo, da so stara približno 2500 let. Zdaj so del slikovitega območja vrat Pan. Znana so po treh znamenitostih vrat Pan. To so pagoda Ruiguang, najstarejša pagoda v Sudžovu, zgrajena leta 247 pr. n. št., most vrat Vu, takrat vhod v vrata čez vodni prehod in najvišji most v mestu v tistem času in vrata Pan. Pagoda Ruigang je zgrajena iz opeke z lesenimi ploščadmi in ima budistične rezbarije na svojem dnu.

### Most Baodai
Most Baodai se razteza čez jezero Tantai v predmestju Sudžova. Da bi zbrali denar za financiranje mostu, je sodnik podaril svoj dragi pas, od tod tudi ime. Most je bil prvič zgrajen leta 806 n. št. v dinastiji Tang in ima 53 lokov z dolžino 317 metrov. Zgrajen je bil iz kamna z gore Džinšan in je najdaljši tovrstni most na Kitajskem. Most je bil leta 2001 uvrščen na seznam nacionalnih spomenikov (resolucija 5–285).

### Tigrov hrib
Tigrov hrib je znan po svojem naravnem okolju in zgodovinskih znamenitostih. Hrib je tako poimenovan, ker naj bi bil videti kot sključeni tiger. Druga legenda pravi, da se je na hribu po pokopu pojavil beli tiger, da bi ga varoval. Hrib je turistična destinacija že stotine, če ne tisoče let, kar je razvidno iz poezije in kaligrafije, vklesane v skale na hribu. Pesnik dinastije Song, Su Ši, je dejal: »Vse življenje je škoda, če po obisku Sudžova nisi obiskal Tigrovega hriba«.

### Pagode
Pagoda Junjan (ali stolp Hučiu), zgrajena leta 961, je kitajska pagoda, zgrajena na Tigrovem hribu. Ima še več drugih imen, vključno Poševni kitajski stolpm (kot ga omenja zgodovinar O.G. Ingles) in stolp templja Junjan. Stolp se dviga do višine 47 m. Gre za sedemnadstropno osmerokotno stavbo, zgrajeno iz modrih opek. V več kot tisoč letih se je stolp zaradi naravnih sil postopoma nagibal. Zdaj se vrh in dno stolpa razlikujeta za 2,32 metra. Celotna konstrukcija tehta približno 7.000.000 kilogramov, podpirajo pa jo notranji opečni stebri. Vendar se stolp nagiba za približno 3 stopinje zaradi razpok dveh nosilnih stebrov.
Pagoda Beisi ali Pagoda Severnega templja je kitajska pagoda v templju Baoen. Dviguje se v devet nadstropij in je visoka 76 m. Je najvišja kitajska pagoda južno od reke Jangce.
Pagodi dvojčici (poenostavljeno kitajsko: 苏州双塔; tradicionalno kitajsko: 蘇州雙塔) ležita v ulici templja Dinghui v jugovzhodnem kotu mesta Sudžov. Sta umetniški in naravni, saj sta blizu skupaj. Ena se imenuje Pagoda jasnosti, druga pa Pagoda dobrodelnosti; imata enako arhitekturno obliko. O teh tisočletjih starih pagodah obstaja veliko legend. Očarljivo je, da izvrstna in ravna Dvojna pagoda izgleda kot dva vstavljena čopiča za pisanje. Prvotno je bila to enonadstropna hiša s tremi sobami, podobna držalu za čopiče za pisanje, na strehi katere so ob sončnem zahodu ležale sence obeh pagod. Vzhodno od pagode je kvadratni petnadstropni zvonik, zgrajen v času dinastije Ming, ki je videti natanko kot debela palčka s črnilom. Zato obstaja rek, da sta Pagodi dvojčici kot čopiča za pisanje, zvon pa kot palčka s črnilom.

### Muzeji
Med glavnimi muzeji v mestu so muzej Sudžov (ki ga je zasnoval I. M. Pei), muzej svile Sudžov in muzej kitajskega Kunčuja.